# Tetracorde

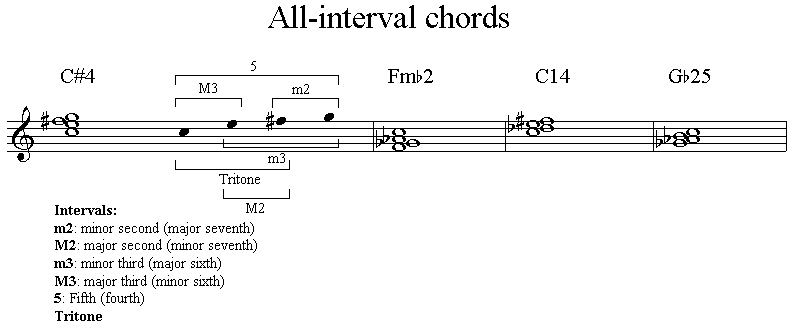
Original example made to illustrate all-interval chords

Em teoria musical, tetracorde ou tetracordo  (Grego: τετράχορδoν; Latin: tetrachordum) é uma série de quatro notas que abrange um intervalo de quarta justa (razão 4:3). Atualmente, o termo tem sido utilizado para qualquer segmento de escala ou série tonal de quatro notas.

## História
O termo tetracorde deriva da teoria musical da Grécia Antiga. Literalmente, significa "quatro cordas", referindo-se originalmente a instrumentos como a harpa, a lira ou a cítara. Na teoria musical grega, o tetracorde era a unidade fundamental para a análise e construção de sistemas escalares. Uma característica central era a distinção entre as duas notas externas do tetracorde, consideradas fixas (hestōtes), e as duas notas internas, que eram móveis (kinoumenoi).

## Gêneros
A teoria musical da Grécia Antiga distingue três gêneros (genē) de tetracordes, classificados pela posição das notas móveis. Esses gêneros são caracterizados pelo maior dos três intervalos do tetracorde (diatônico, cromático e enarmônico), sempre somando uma quarta. Cada gênero possuía uma estrutura intervalar e um caráter (ethos) associado distintos.
- No gênero diatônico, considerado o mais antigo, natural e austero,[3] a sequência descendente de intervalos aproximava-se de Tom-Tom-Semitom.[1]
- No gênero cromático, associado a um caráter mais lamentoso ou amável,[5] apresentava uma sequência descendente aproximada de Terça Menor-Semitom-Semitom.[1] Os dois intervalos menores formavam uma região densa chamada pyknon ("comprimido").[5][4]

- Já o gênero enarmônico, considerado agitado e agradável,[6] possuía uma sequência descendente de Terça Maior seguida por dois microtons (aproximadamente quartos de tom),[1] que também formavam um pyknon. Uma vez que os três gêneros simplesmente representam as variações de intervalo possíveis dentro de um tetracorde, vários aspectos (chroai ou nuances) de tetracordes com afinações específicas já foram relacionados, indicando variações nas afinações exatas dentro dos gêneros diatônico e cromático.[3]

## Análise atual
Embora o termo moderno possa se referir a qualquer segmento de quatro notas, seu uso mais comum na pedagogia musical ocidental difere da concepção grega original. Em vez de descendente, o tetracorde é geralmente apresentado como uma estrutura ascendente, servindo como bloco de construção para escalas maiores. Especificamente, a escala diatônica maior é formada pela junção de dois tetracordes diatônicos idênticos, ambos com a estrutura intervalar ascendente de Tom-Tom-Semitom (T-T-S). Estes dois tetracordes são separados por um intervalo de um Tom inteiro, um conceito análogo à disjunção (diezeugmena) da teoria grega, embora aplicado de forma diferente. Por exemplo, a escala de Dó Maior é construída a partir do tetracorde C-D-E-F (T-T-S) e do tetracorde G-A-B-C (T-T-S), separados pelo Tom entre F e G. Esta abordagem simplifica a compreensão da estrutura da escala maior, destacando a simetria em sua construção a partir de unidades menores.